# Teodor Anioła
Teodor Anioła (Poznań, 24 novembre 1925 – Poznań, 10 luglio 1993) è stato un calciatore polacco, di ruolo centrocampista.

## Carriera
Teodor Anioła debuttò nel 1945 nel Lech Poznań, club polacco in cui ha militato fino al suo ritiro avvenuto nel 1961.
Con la squadra della sua città ha collezionato 196 presenze ed ha segnato 141 reti. Tra il 1949 e il 1951 è stato per tre volte di fila il capocannoniere del campionato polacco, ma non è mai riuscito a vincerlo.
Giocò anche 7 partite con la nazionale polacca e segnò 2 reti.
Era soprannominato "Diabeł".

## Palmarès

### Individuale
- Capocannoniere del campionato polacco: 3

1949 (20 gol), 1950 (21 gol), 1951 (20 gol)